# لوكا رادولوفيتش
لوكا رادولوفيتش (بالألمانية: Luka Radulović)‏ هو لاعب كرة قدم نمساوي في مركز الدفاع، ولد في 17 أبريل 1990 في النمسا. لعب مع أدميرا فاكر مودلينغ ونادي ماترسبرغ.

## وصلات خارجية
- لوكا رادولوفيتش على موقع قاعدة بيانات كرة القدم.إي يو (الإنجليزية)
- لوكا رادولوفيتش على موقع Soccerbase.com (لاعب) (الإنجليزية)
- لوكا رادولوفيتش على موقع Soccerway.com (الإنجليزية)
- لوكا رادولوفيتش على موقع عالم كرة القدم.نت (الإنجليزية)